# حركة موضعية

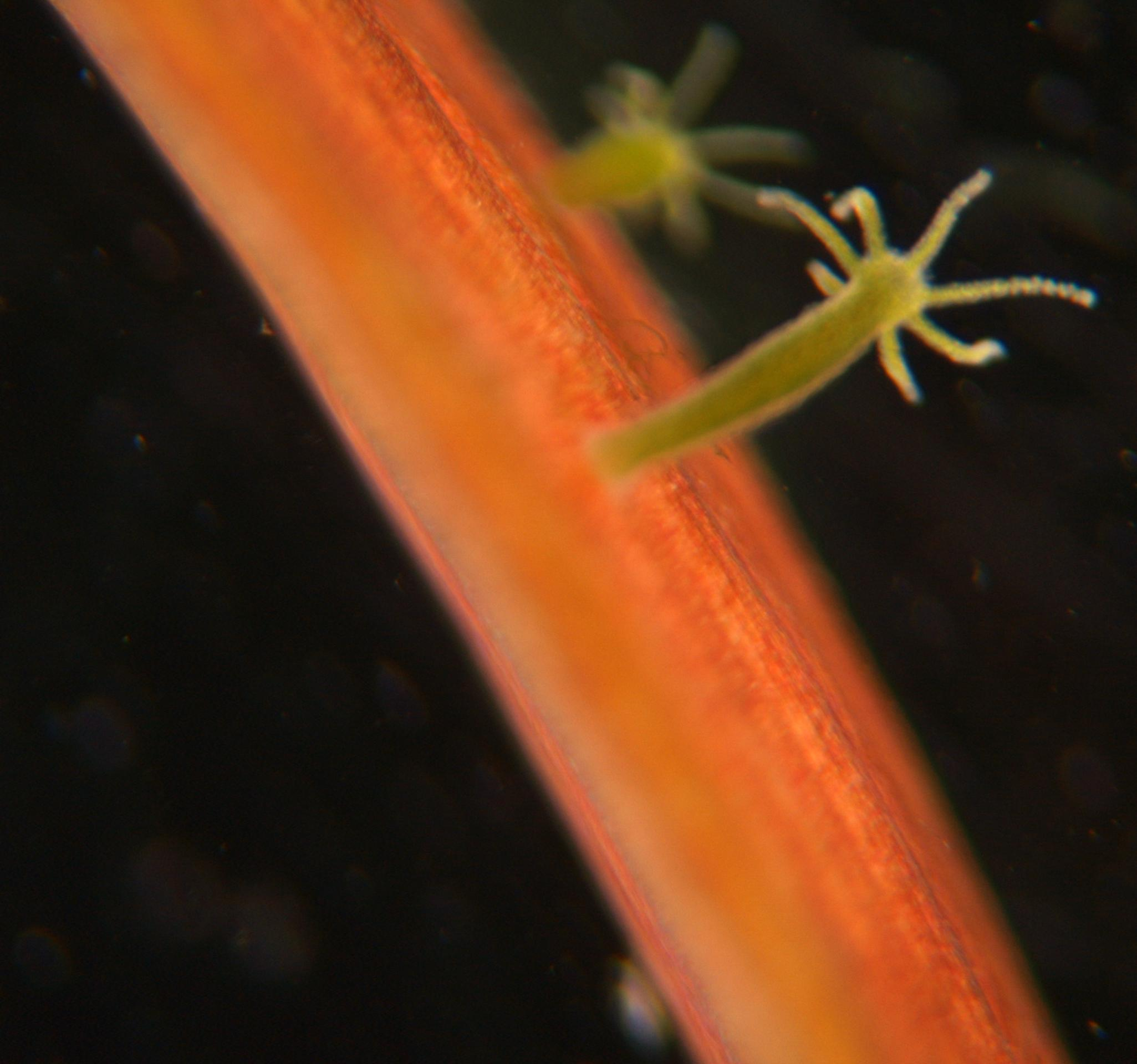

في علم الأحياء، تشيرالحركة الموضعية إلى الكائنات الحية التي لا تمتلك وسيلة للتنقل الذاتي وتكون عادة غير متحركة. وهذا يختلف عن المعنى الثاني للجزئية الذي يشير إلى كائن حي أو هيكل بيولوجي مرتبط مباشرة بقاعدته بدون ساق.
يمكن للكائنات الحية الساكنة الانتقال من خلال مصادر خارجية (مثل التيارات المائية) ولكنها عادة ما تكون متصلة بشكل دائم بشيء ما، مثل الشعب المرجانية. وتنشأ كائنات حية أخرى من مادة صلبة مثل الصخور أو جذع الشجرة الميتة أو أشياء من صنع الإنسان مثل العوامة أو هيكل السفينة.

## القدرة على الحركة
الحيوانات الساكنة عادة ما يكون لها مرحلة حركية في تطورها. الإسفنج مثلا لديها مرحلة اليرقات المتحركة، التي تصبح غير مستقرة عند النضج. في المقابل تتطور العديد من قناديل البحر كسليلة لاطئة في وقت مبكر من دورة حياتهم. اما في حالة دودة القرمز وهو في مرحلة الحورية (وتسمى أيضا مرحلة الزاحف) تشتت دودة القرمز في هذه المرحلة. اما اليافعون فينتقلون إلى بقعة التغذية وينتجون خيوطًا طويلة من الشمع. بعد ذلك ينتقلون إلى حافة منصة الصبار حيث تلتقط الرياح خيوط الشمع وتحمل قوقعة اليرقات الصغيرة إلى مضيف جديد.

## التكاثر
العديد من الحيوانات الساكنة، بما في ذلك الإسفنج والشعاب المرجانية والهيدرا، قادرة على التكاثر اللاجنسي من خلال عملية التبرعم. تحتاج الكائنات الحية الساكنة مثل البرنقيل والكوكتيل إلى بعض الآليات لتنتقل إلى مناطق جديدة.هذا هو السبب في أن النظرية الأكثر قبولا على نطاق واسع والتي تشرح تطور مرحلة اليرقات هي الحاجة إلى قدرة التشتت لمسافات طويلة.

## التكتل
التكتل هو سلوك في الكائنات الحية الأرضية، حيث يكون الأفراد من مجموعة معينة من مقتربين من بعضهم البعض لأغراض مفيدة، ويمكن رؤية التكتل في الشعاب المرجانية ومجموعات القرم. وهذا يسمح بالتكاثر بشكل أسرع وحماية أفضل من الحيوانات المفترسة

## الهيمنة في البيئات الساحلية
تهيمن المناطق الساحلية المحيطة بالبيئات الساحلية والمناطق الأحيائية على كائنات حية لاطئة مثل المحار. تنمو منصات الكربونات بسبب تراكم البقايا الهيكلية للكائنات الحية الساكنة، وعادة ما تكون الكائنات الدقيقة، التي تحفز ترسب الكربونات من خلال عملية الأيض.

## التمييز بين الحركة التشريحية والنباتية
في علم التشريح وعلم النبات، تشير الحركة الموضعية إلى كائن حي أو بنية بيولوجية ليس لها سويقة أو ساق.